# Петропавловськ (броненосець)

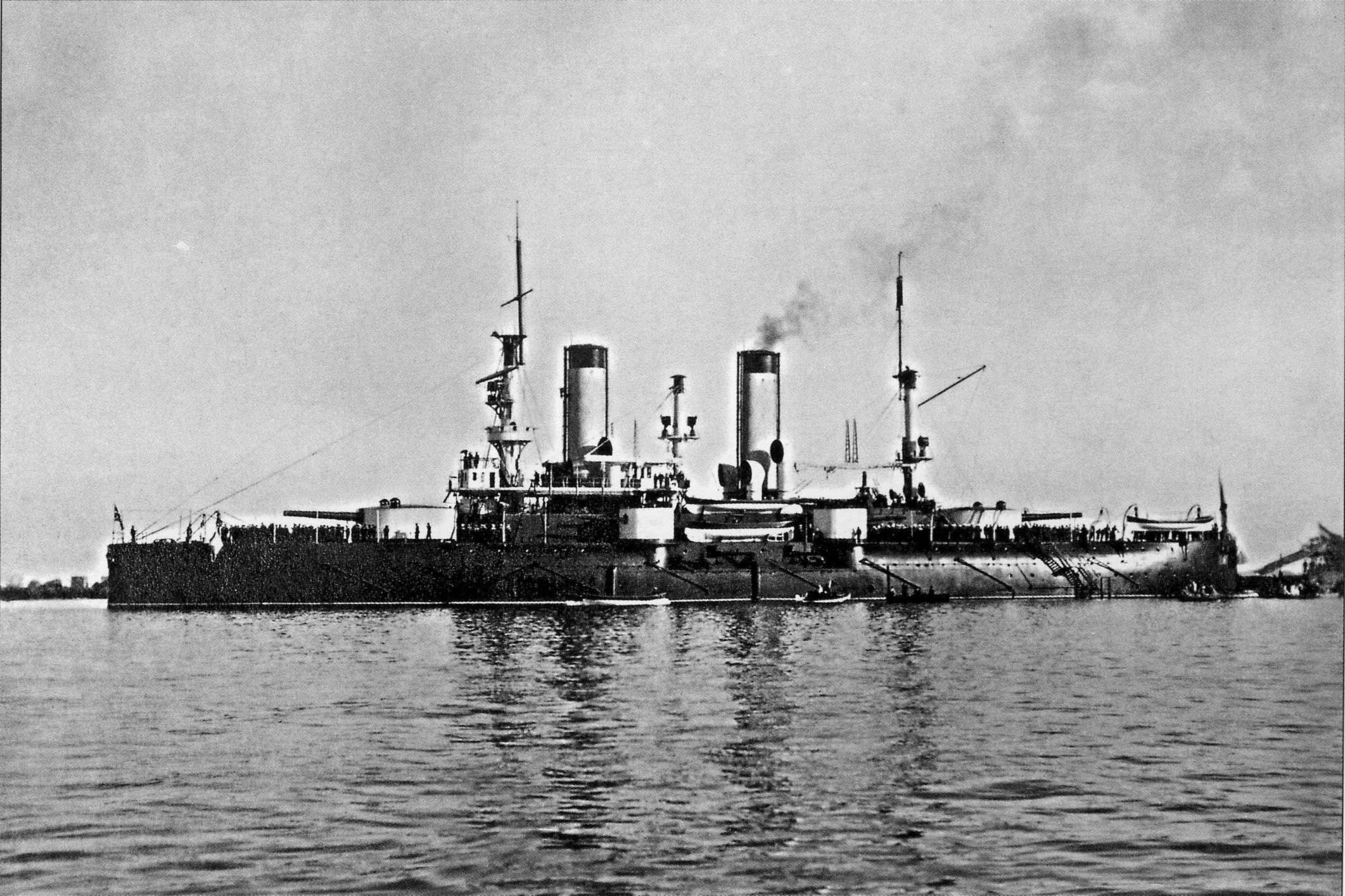
Броненосець «Петропавловськ» на рейді Кронштадта

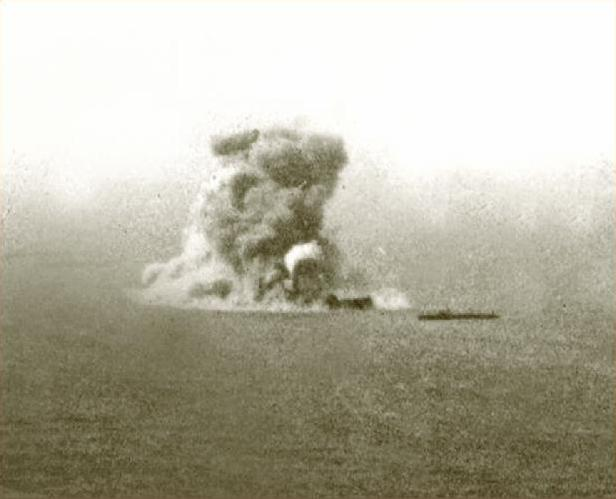
Загибель броненосця

Ескадрений броненосець «Петропавловськ» — броненосець російського імператорського флоту типу «Полтава» часів російсько-японської війни. Спущений на воду в 28 жовтня 1894 року, введений в експлуатації 1899 року.
«Петропавловськ» був флагманом 1-ї Тихоокеанської ескадри і брав участь у боях з японським флотом. 31 березня 1904 року броненосець підірвався на японській міні поблизу Порт-Артура і затонув. При підриві загинув віце-адмірал С. О. Макаров та художник-баталіст В. В. Верещагін.

## Основні характеристики
Водотоннажність нормальна за проектом: 10960 дл.т, реальна 11 500 т.
Розміри: довжина між перпендикулярами 108,7 м, по ватерлінії 112,5 м, найбільша 114,3 м, ширина 21,34 м; осадка носом 7,6 м, кормою 7,9 м, у вантажу фактична до 8,6 м.
Бронювання (сталенікелева броня: головний пояс 406—305 мм (біля нижньої кромки 203—152 мм; можливо, центральна частина поясу з гарвеївської броні), верхній пояс 127 мм, бронепалуба 51-76 мм, башти і барбет головного калібру 254 мм, башти і барбет середнього калібру 127 мм, рубка 229 мм.
Озброєння: чотири 305-мм/40-кал гармати у двох баштах (по 58 пострілів на гармату), дванадцять 152-мм/45-кал гармат Кане (чотири спарені баштові установки і чотири гармати в батареї; по 200 пострілів на ствол); десять 47-мм і 28 37-мм гармат Гочкіса; два десантних 63,5-мм гармати Барановського; два 457-мм і чотири 381-мм торпедних апарати; 50 сфероконічних мін.
Потужність машин фактична без форсування 11 213 інд.к.с., максимальна швидкість 16,86 вуз, середня швидкість на випробуваннях 16,38 вуз. Запас вугілля нормальний 700 або 900 т, повний 1050, 1200 або 1500 т (дані різняться); дальність плавання 10-вуз ходом при запасі 900 т — 2800 миль, 1200 т — 3750 миль, 15-вуз ходом при повному запасі — 1750 миль.
Екіпаж: 21-27 офіцерів і 605—625 нижніх чинів.